# Division 1 1935-1936
La Division 1 1935-1936 è stata la 4ª edizione della massima serie del campionato francese di calcio, concluso con la vittoria del RC France, al suo primo titolo.
Capocannoniere del torneo è stato Roger Courtois (Sochaux), con 34 reti.

## Stagione

### Avvenimenti
Il girone di andata fu dominato dall'Olympique Lillois, che si staccò dal gruppo delle prime alla quinta giornata e andò in fuga inseguito da varie squadra, fra cui il RC France e lo Strasburgo, che arrivarono al giro di boa con due punti di svantaggio sulla vetta.
L'Olympique Lillois si confermò alla guida della classifica fino alla ventesima giornata, quando un declino dei risultati consentì il sorpasso da parte delle inseguitrici, con il RC Parigi che assunse il comando solitario alla ventiduesima. Nelle giornate successive la squadra parigina ingaggiò un duello contro l'Olympique Lillois, rientrato in corsa e capace di riprendere la testa della classifica alla venticinquesima, venendo tuttavia controsorpassata dagli avversari dopo due gare. A quel punto, il RC Parigi piazzò l'allungo finale, giungendo alla penultima giornata con tre punti di vantaggio sugli avversari, utili per assicurarsi il titolo con una gara di anticipo.
All'ultima giornata, il Red Star ultimo classificato approfittò delle pesanti sconfitte incassate dal Valenciennes (5-4 con l'esordiente Metz) e dall'Olympique Alès (6-2 in casa contro il Rennes) per effettuare un aggancio che, in virtù della miglior media reti, significherà la salvezza per il club parigino a discapito delle avversarie.

## Allenatori e primatisti
| Squadra             | Allenatore                  | Calciatore più presente                           | Cannoniere                                    |
| ------------------- | --------------------------- | ------------------------------------------------- | --------------------------------------------- |
| Antibes             | sconosciuto                 | Fernand Amand, Pierre Fecchino, André Masset (30) | Fernand Planquès (12)                         |
| Cannes              | sconosciuto                 | Pierre Vandini (30)                               | Antoine Franceschetti (23)                    |
| Excelsior Roubaix   | sconosciuto                 | Albert Dhulst (30)                                | Jean Sécember (17)                            |
| Fives               | Georges Berry               | Joseph Gonzales (30)                              | Jean Lauer (18)                               |
| Metz                | Peter Fabian                | Charles Kappé (29)                                | Albert Rohrbacher, Norbert Van Caeneghem (10) |
| Mulhouse            | Fritz Kerr                  | Pierre Korb, Marcel Kauffmann (27)                | Franz Weselik (14)                            |
| Olympique Alès      | sconosciuto                 | Meflah Aoued (29)                                 | sconosciuto                                   |
| O. Lillois          | Ted Maghner                 | André Beaucourt, Andrew Higgins (30)              | Andrew Higgins (12)                           |
| Olympique Marsiglia | József Eisenhoffer          | Jean Bastien (29)                                 | Mario Zatelli (15)                            |
| RC Parigi           | George Kimpton              | Auguste Jordan, Eric Delfour (30)                 | Roger Couard (23)                             |
| Red Star            | Guillermo Stábile           | Alfred Aston (30)                                 | Ferenc Sas (12)                               |
| Rennes              | Josef Schneider             | Franz Pleyer (30)                                 | Josef Mayboek (9)                             |
| Sète                | sconosciuto                 | René Franquès, Jules Monsallier (29)              | Iriondo (14)                                  |
| Sochaux             | Conrado Ross André Abegglen | Étienne Mattler (29)                              | Roger Courtois (34)                           |
| Strasburgo          | Josef Blum                  | Léon Papas, Émile Scharwath (30)                  | Oskar Rohr (28)                               |
| Valenciennes        | Charles Griffiths           | Édouard Wawrzeniak (29)                           | César Pinteau (14)                            |

## Classifica finale
|  | Pos. | Squadra             | Pt | G  | V  | N  | P  | GF | GS | MR    |
|  | ---- | ------------------- | -- | -- | -- | -- | -- | -- | -- | ----- |
|  | 1.   | RC France           | 44 | 30 | 20 | 4  | 6  | 81 | 45 | 1,8   |
|  | 2.   | Olympique Lillois   | 41 | 30 | 17 | 7  | 6  | 62 | 32 | 1,938 |
|  | 3.   | Strasburgo          | 39 | 30 | 18 | 3  | 9  | 67 | 37 | 1,811 |
|  | 4.   | Sochaux             | 35 | 30 | 12 | 11 | 7  | 81 | 38 | 2,132 |
|  | 5.   | Cannes              | 35 | 30 | 15 | 5  | 10 | 53 | 46 | 1,152 |
|  | 6.   | Olympique Marsiglia | 33 | 30 | 14 | 5  | 11 | 61 | 55 | 1,109 |
|  | 7.   | Sète                | 32 | 30 | 14 | 4  | 12 | 49 | 48 | 1,021 |
|  | 8.   | Fives               | 31 | 30 | 14 | 3  | 13 | 51 | 41 | 1,244 |
|  | 9.   | Excelsior Roubaix   | 31 | 30 | 13 | 5  | 12 | 65 | 56 | 1,161 |
|  | 10.  | Rennes              | 28 | 30 | 10 | 8  | 12 | 44 | 62 | 0,71  |
|  | 11.  | Metz                | 27 | 30 | 12 | 3  | 15 | 54 | 69 | 0,783 |
|  | 12.  | Antibes             | 25 | 30 | 10 | 5  | 15 | 47 | 68 | 0,691 |
|  | 13.  | Mulhouse            | 22 | 30 | 8  | 6  | 16 | 53 | 89 | 0,596 |
|  | 14.  | Red Star            | 19 | 30 | 8  | 3  | 19 | 49 | 68 | 0,721 |
|  | 15.  | Valenciennes        | 19 | 30 | 7  | 5  | 18 | 57 | 87 | 0,655 |
|  | 16.  | Olympique Alès      | 19 | 30 | 5  | 9  | 16 | 39 | 72 | 0,542 |

Legenda:
      Campione di Francia
      Retrocesse in Division 2 1936-1937
Note:
Due punti a vittoria, uno a pareggio, zero a sconfitta.

## Statistiche

### Capoliste solitarie
|    | —— | —— | —— | ——                | ——                | ——                | ——                | ——                | ——                | ——                | ——  | ——         | ——         | ——         | ——         | ——         | ——         | ——         | ——         | ——  | ——        | ——        | ——  | ——         | ——  | ——        | ——        | ——        | ——        | —— |  |
|    |    |    |    | Olympique Lillois | Olympique Lillois | Olympique Lillois | Olympique Lillois | Olympique Lillois | Olympique Lillois | Olympique Lillois |     | O. Lillois | O. Lillois | O. Lillois | O. Lillois | O. Lillois | O. Lillois | O. Lillois | O. Lillois |     | RC France | RC France |     | O. Lillois |     | RC Parigi | RC Parigi | RC Parigi | RC Parigi |    |  |
|    |    |    |    |                   |                   |                   |                   |                   |                   |                   |     |            |            |            |            |            |            |            |            |     |           |           |     |            |     |           |           |           |           |    |  |
|    |    |    |    |                   |                   |                   |                   |                   |                   |                   |     |            |            |            |            |            |            |            |            |     |           |           |     |            |     |           |           |           |           |    |  |
| 1ª | 2ª | 3ª | 4ª | 5ª                | 6ª                | 7ª                | 8ª                | 9ª                | 10ª               | 11ª               | 12ª | 13ª        | 14ª        | 15ª        | 16ª        | 17ª        | 18ª        | 19ª        | 20ª        | 21ª | 22ª       | 23ª       | 24ª | 25ª        | 26ª | 27ª       | 28ª       | 29ª       | 30ª       |    |  |

#### Primati stagionali
Squadre
- Maggior numero di vittorie: RC Paris (20)
- Minor numero di sconfitte: RC Paris, O. Lillois (6)
- Migliore attacco: RC Paris, Sochaux (81)
- Miglior difesa: O. Lillois (32)
- Miglior differenza reti: Sochaux (+43)
- Maggior numero di pareggi: Sochaux (11)
- Minor numero di pareggi: Strasburgo, Fives, Metz, Red Star (3)
- Maggior numero di sconfitte: Red Star (19)
- Minor numero di vittorie: Olympique Alès (5)
- Peggior attacco: Olympique Alès (39)
- Peggior difesa: Mulhouse (89)
- Peggior differenza reti: Mulhouse (-36)

### Individuali

#### Classifica marcatori
| Gol |  |  | Giocatore             | Squadra             |
| --- |  |  | --------------------- | ------------------- |
| 34  |  |  | Roger Courtois        | Sochaux             |
| 28  |  |  | Oskar Rohr            | Strasburgo          |
| 23  |  |  | Antoine Franceschetti | Cannes              |
| 23  |  |  | Roger Couard          | RC Paris            |
| 19  |  |  | Frederick Kennedy     | RC Paris            |
| 18  |  |  | Jean Lauer            | Fives               |
| 17  |  |  | Jean Sécember         | Excelsior Roubaix   |
| 16  |  |  | André Abegglen        | Sochaux             |
| 15  |  |  | Henri Hiltl           | Excelsior Roubaix   |
| 15  |  |  | Mario Zatelli         | Olympique Marsiglia |